# Epignoma paragon
Epignoma paragon är en insektsart som beskrevs av Irena Dworakowska 1977. Epignoma paragon ingår i släktet Epignoma och familjen dvärgstritar.
Artens utbredningsområde är Nigeria. Inga underarter finns listade i Catalogue of Life.